# Parafia Wniebowzięcia Najświętszej Maryi Panny w Środzie Wielkopolskiej
Parafia Wniebowzięcia Najświętszej Maryi Panny w Środzie Wielkopolskiej – parafia rzymskokatolicka należąca do dekanatu średzkiego archidiecezji poznańskiej. 

## Historia parafii
Została utworzona przed 1281. Jest najstarszą parafią w mieście. Kościół parafialny (kolegiata) został wybudowany w XV wieku w stylu gotyckim. Mieści się przy ulicy Kolegiackiej. Parafia posiada 2 kościoły filialne: kościół pw. św. Stanisława Kostki w Pławcach i kościół pw. Bożego Miłosierdzia w Jarosławcu.

## Proboszczowie i prepozyci
- Dytryk (XIV w.; nie był prepozytem)
- Bartłomiej Rynek: 1423-1426
- Władysław Oporowski: 1426-1448
- Stanisław Pleszewski: 1448 - 1494
- Bernard Lubrański: 1494 - 1499
- Paweł Szydłowiecki: 1500 - 1505
- Mikołaj Żukowski : 1505 - 1509
- Jan Łaski: 1509 - 1510
- Mikołaj Żukowski: 1510
- Andrzej Krzycki: 1510 - 1527
- Mikołaj Jaktorowski: 1527 - 1539
- Jakub Wedelicki z Obornik: 1539 - 1555
- Piotr z Poznania: 1555 - 1569
- Ventricius Jan z Poznania: 1569 - 1584
- Piotr Lilia: 1585 - 1604
- Maciej Łubieński: 1606 - 1627
- Stanisław Sierakowski: 1627 - 1636
- Krzysztof Charbicki: 1636 - 1639
- Teofil Wolicki: 1794 - 1828
- Marceli Weychan: 1830 1890
- Ludwik Jażdżewski: 1890 – 1911
- Mieczysław Meissner: 1911 – 1936
- Stanisław Janicki: 1936 – 1940
- Jan Krajewski: 1945 – 1979
- Aleksander Rawecki: 1979 – 2010
- Janusz Śmigiel: od 2010

## Galeria zdjęć gotyckiej kolegiaty

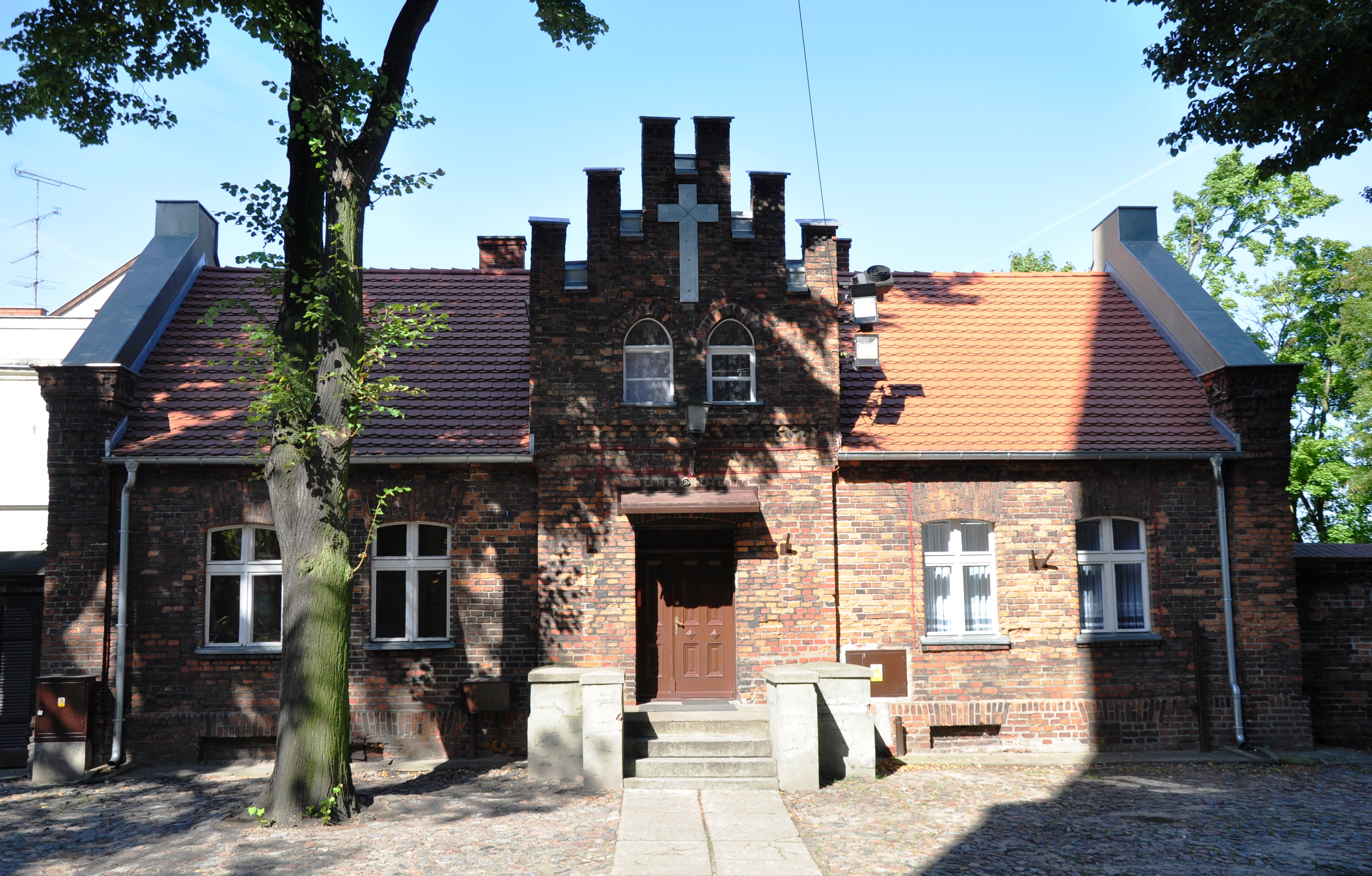
Organistówka
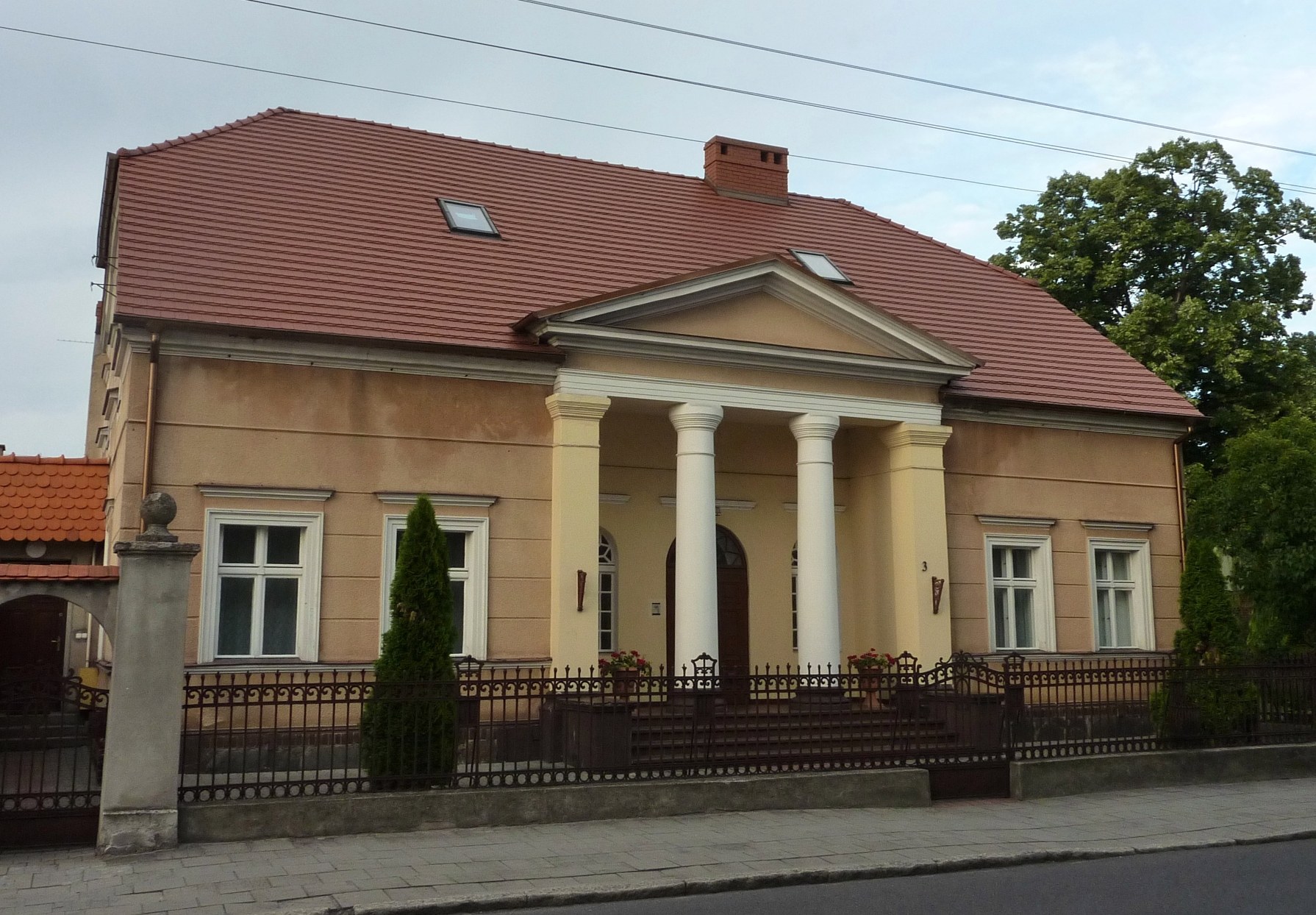
Plebania od frontu
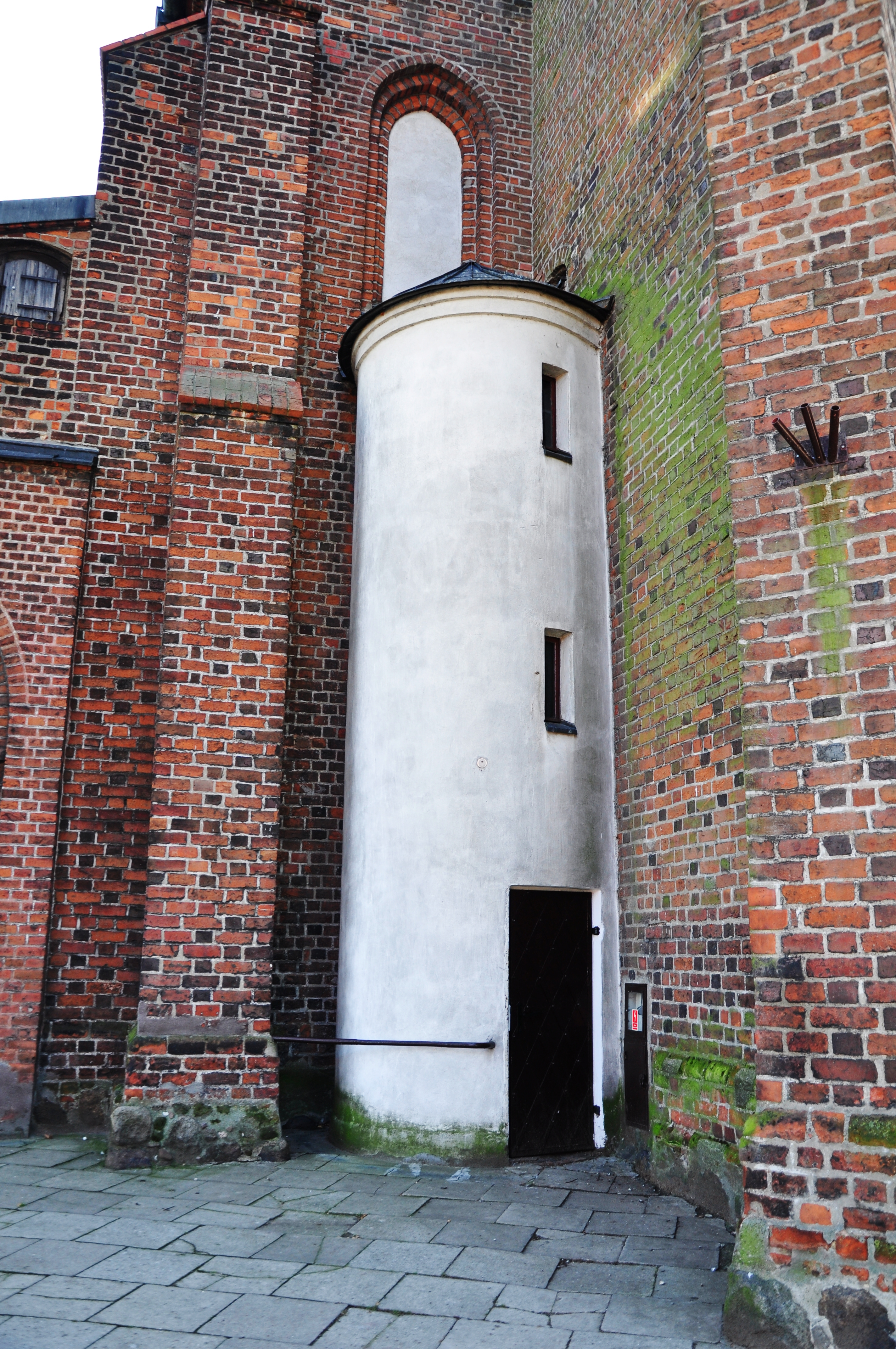
Wejście na chór
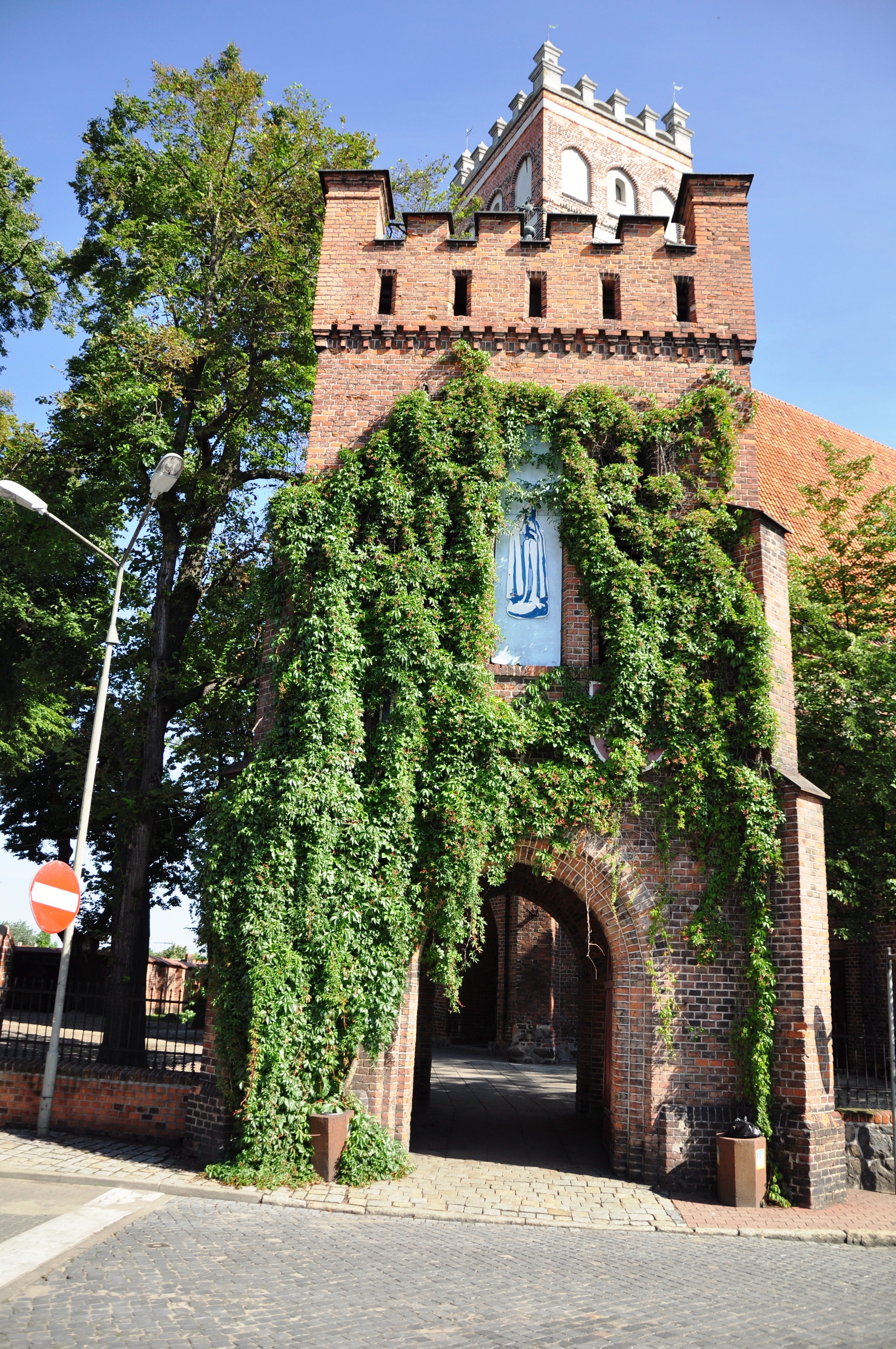
Brama wejściowa - dzwonnica
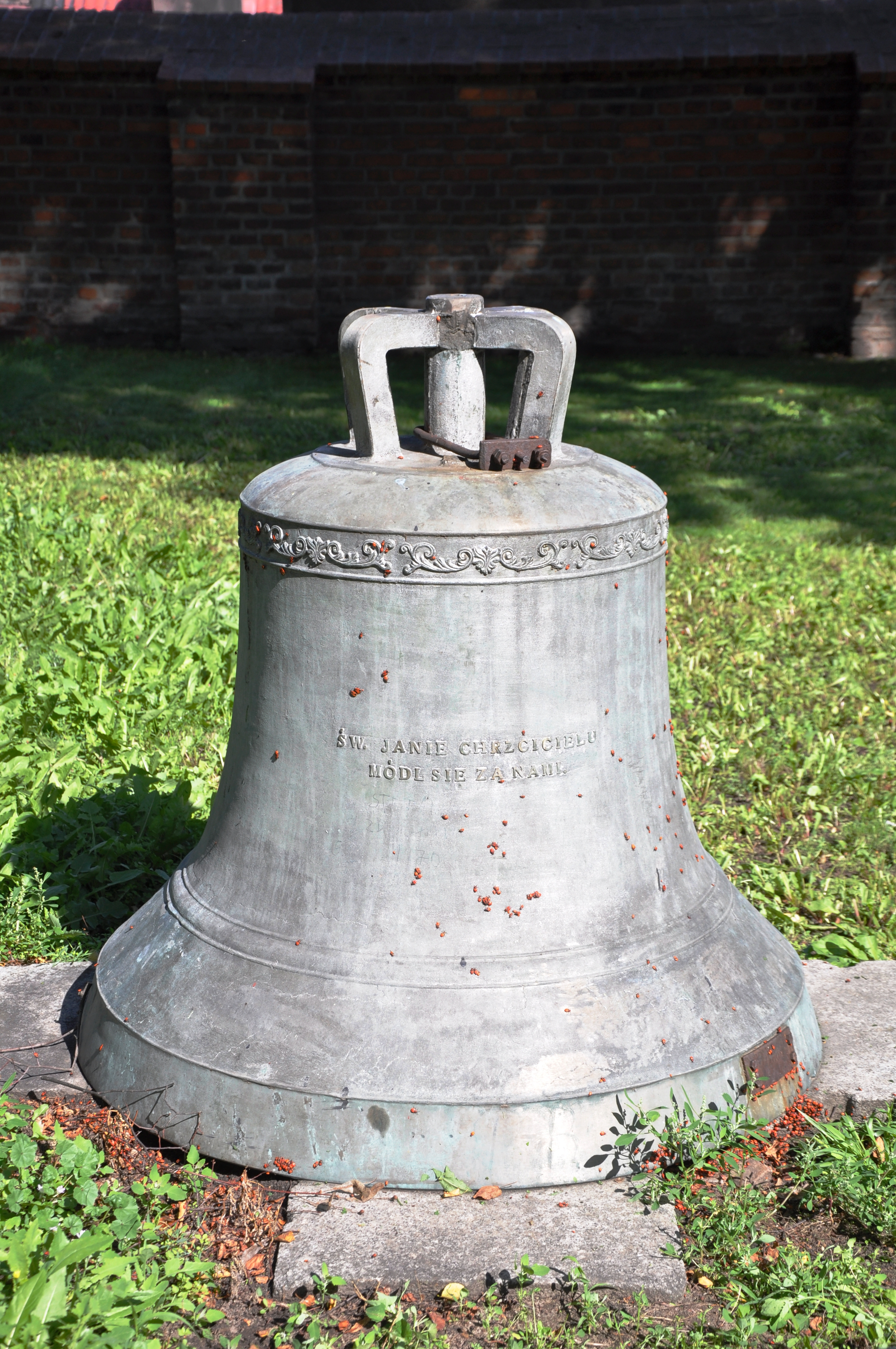
Dzwon kościelny obok kościoła